# Chanteloup-en-Brie
Chanteloup-en-Brie (ʃɑ̃t.lu.ɑ̃.bʁiⓘ) es una población y comuna francesa, en la región de Isla de Francia, departamento de Sena y Marne, en el distrito de Torcy y cantón de Thorigny-sur-Marne. La ciudad es conocida por ser el lugar de nacimiento de Henri Cartier-Bresson, uno de los fotógrafos más famosos del mundo.

## Demografía
| 266 | 384 | 414 | 463 | 1222 | 1777 | 1860 |
| Para los censos de 1962 a 1999 la población legal corresponde a la población sin duplicidades (Fuente: INSEE [Consultar]) |     |     |     |      |      |      |